# 韦内斯
韦内斯（法語：Vénès，法語發音：[venɛs]）是法国奥克西塔尼大区塔恩省的一个市镇，属于卡斯特尔区。

## 地理
韦内斯（43°43'40"N, 2°11'32"E）面积27.42 平方千米，位于法国奧克西塔尼大區塔恩省，该省份为法国南部内陆省份，北起顺时针与阿韦龙省、埃罗省、奥德省、上加龙省和塔恩-加龙省接壤。
与韦内斯接壤的市镇（或旧市镇、城区）包括：洛特雷克、蒙法、蒙特勒东拉贝索涅、佩雷古、雷阿尔蒙、圣热内斯德孔泰斯、泰尔德邦卡列。

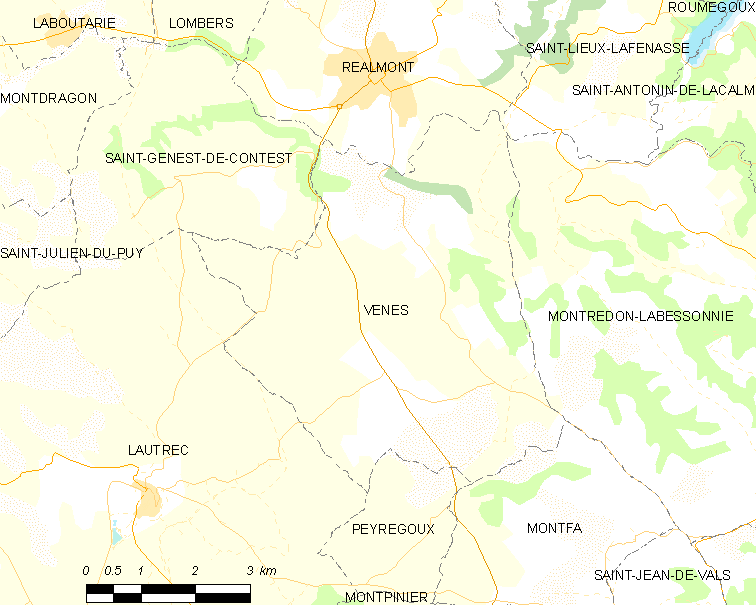
韦内斯的OSM定位图

韦内斯的时区为UTC+01:00、UTC+02:00（夏令时）。

## 行政
韦内斯的邮政编码为81440，INSEE市镇编码为81311。

## 政治
韦内斯所属的省级选区为阿古平原县。

## 人口

1962-2008年间韦内斯人口变化图示

韦内斯于2022年1月1日时的人口数量为723人。